# Croton hasskarlianus
Espèce
Croton hasskarlianus est une espèce de plantes à fleurs du genre Croton et de la famille des Euphorbiaceae, présente dans l'île de Java (Madura).
Il a pour synonyme :
- Oxydectes hasskarliana, (Müll.Arg.) Kuntze